# Giovanni Battista Grassi
Giovanni Battista Grassi (Rovellasca, 27 de março de 1854 – Roma, 4 de maio de 1925) foi um zoólogo italiano. Sua contribuição mais importante é a demonstração de que o mosquito transporta, no seu sistema digestivo, o plasmodium, causador da malária. Com Amico Bignami (1862-1919), demonstrou, em 1899, que o ciclo vital do plasmodium requer a presença do mosquito.

## Carreira
As suas contribuições científicas abrangeram o desenvolvimento embriológico de abelhas, parasitas helmínticos, filoxera parasita da videira, migrações e metamorfoses em enguias, ecupins. Ele foi o primeiro a descrever e estabelecer o ciclo de vida do parasita da malária humana, Plasmodium falciparum, e descobriu que apenas as fêmeas de mosquitos anofelinos são capazes de transmitir a doença. Seus trabalhos em malária permanecem uma controvérsia duradoura na história dos Prêmios Nobel, porque um cirurgião do exército britânico Ronald Ross, que descobriu a transmissão do parasita da malária em aves, recebeu o Prêmio Nobel de Fisiologia ou Medicina de 1902, mas Grass, que demonstrou a via completa de transmissão do Plasmodium humano, e identificou corretamente os tipos de parasita da malária, bem como o mosquito vetor, Anopheles claviger, não recebeu a premiação.
Grassi foi o primeiro a demonstrar o ciclo de vida da tênia anã humana Taenia nana, e que esta tênia não requer um hospedeiro intermediário, ao contrário da crença popular. Ele foi o primeiro a demonstrar o ciclo de vida direto da lombriga Ascaris lumbricoides por auto-experimentação. Ele descreveu o verme filarial canino Dipetalonema reconditum e demonstrou o ciclo de vida do parasita em pulgas, Pulex irritans. Ele nomeou o gênero de vermes Strongyloides. Ele nomeou a aranha Koenenia mirabilis em 1885 em homenagem a sua esposa, Maria Koenen. Ele foi pioneiro na fundação do controle de pragas para filoxera de uvas.

## Publicações
- Nuove ricerche sulle Termiti, in Bull. della Soc. entomologica italiana, XIX (1877), pp. 75–80;
- Intorno all'Anchilostoma duodenale, Pavia 1878 (em colaboração com C. e E. Parona);
- Intorno a una nuova malattia del gatto, analoga alla clorosi d'Egitto dell'uomo, in Giorn. di anatomia, fisiologia e patologia degli animali, X (1878), pp. 349–358;
- Sovra l'anguillula intestinalis (Rabdonema strongiloides), in Rendiconti del R. Ist. lombardo di scienze lettere e arti, XII (1879), 2, pp. 228–233;
- Intorno ad alcuni Protisti endoparassitici ed appartenenti alla classe dei Flagellati, Lobosi, Sporozoi e Ciliati, in Atti della Soc. italiana di scienze naturali, XXIV(1882), pp. 1–54;
- Lo sviluppo della colonna vertebrale nei pesci (1882-1883)
- I Chetognati (1883)
- Contribuzione allo studio del bacillo-virgola, Gazzetta degli Ospitali, 24-28-Set-1884 (nn. 77-78), pp. 16
- I progenitori degli Insetti e dei Miriapodi, I, Morfologia delle Scolopendrelle, in Mem. della R. Acc. delle scienze di Torino, s. 2, XXXVII (1886), pp. 593–624;
- L'Japix e la Campodea, in Atti dell'Accademia Gioenia, s. 3, XIX (1886), pp. 1–128;
- Contribuzione allo studio dell'anatomia del genere Machilis, ibid., pp. 101–128;
- Cenni anatomici sul genere Nicoletia, in Bull. della Soc. entomologica italiana, XVIII (1886), pp. 173–180;
- Il sistema dei Tisanuri fondato soprattutto sullo studio dei Tisanuri italiani, in Il Naturalista siciliano, IX (1886), 2, pp. 25–41; 3, pp. 53–68; 4, pp. 77–87; 5, pp. 105–124 (in collaborazione con G. Rovelli);
- I Progenitori degli insetti e dei miriapodi (1886)
- Anatomia comparata dei Tisanuri e considerazioni generali sull'organizzazione degli Insetti, in Mem. della R. Acc. dei Lincei, s. 4, IV (1888), pp. 543–606;
- Come la tenia nana arrivi nel nostro organismo. Nota preliminare, in Giorn. di anatomia, fisiologia e patologia degli animali, XIX (1887), 3, pp. 153–155;
- Morfologia e sistematica di alcuni Protozoi parassiti. Nota preliminare, in Rendiconti della R. Acc. dei Lincei, s. 4, VI (1888), 1, pp. 5–12;
- Re e regine di sostituzione nel regno delle Termiti, in Boll. della Soc. entomologica italiana, XX (1888), pp. 139–147;
- Parassiti malarici degli Uccelli. Classificazione dei parassiti malarici. Corpi flagellati, in Atti dell'Accademia Gioenia, III (1891), 18, pp. 1–14 (em colaboração com R. Feletti)
- Ricerche embriologiche sui Cestodi, ibid., IV (1892), pp. 1–108 (com C. Rovelli);
- Le Leptocefalide e la loro trasformazione in Murenide, in Rend. della R. Acc. dei Lincei, s. 5, I (1892), 1, pp. 375–379 (em colaboração com S. Calandruccio);
- Ulteriori ricerche sui Leptocefali, ibid., s. 5, II (1893), 1, pp. 450–452
- Sullo sviluppo dei Murenoidi, ibid., V (1896), 1, pp. 348 s.;
- The reproduction and metamorphosis of the common Eel (Anguilla vulgaris), in Proceed. of the Royal Society of London, LX (1896), pp. 262–271;
- Il ciclo evolutivo degli emosporidi, in Rend. della R. Acc. dei Lincei, s. 5, VII (1898), 2, pp. 308–313 (com A. Dionisi);
- Osservazioni sul rapporto della seconda spedizione malarica in Italia, presieduta dal prof. Koch, I, ibid., VIII (1899), 2, pp. 193–203; II, ibid., pp. 223–230;
- Propagazione delle filarie del sangue esclusivamente per mezzo della puntura di peculiari zanzare, ibid., IX (1900), 2, pp. 157–162 (con G. Noè);
- Studi di uno zoologo sulla malaria, Roma 1900;
- Aggiunte all'opera Studi di uno zoologo…, Roma 1902;
- A proposito della storia delle recenti scoperte sul modo di trasmissione della malaria… Aggiunte all'opera Studi di uno zoologo…, Milão 1903;
- Relazione dell'esperimento di profilassi chimica contro l'infezione malarica fatto ad Ostia nel 1901, ibid. 1902 (com outros);
- La vita. Ciò che sembra ad un biologo (1906);
- Contribuzione allo studio dello sviluppo dei Murenoidi, in Memorie del R. Comitato talassografico italiano, I (1910), pp. 1–15;
- Intorno ai Protozoi dei Termiti, in Rend. della R. Acc. dei Lincei, s. 5, XX (1911), pp. 725–741 (con A. Foà);
- I progressi della biologia e delle sue applicazioni pratiche conseguiti in Italia nell'ultimo cinquantennio (1911)
- Il ministero dell'Agricoltura di fronte alla scienza, Roma 1912;
- Contributo alla conoscenza delle uova e delle larve dei Murenoidi, in Mem. della R. Acc. dei Lincei, s. 5, X (1914), pp. 37–43;
- Quel che si sa e quel che non si sa intorno alla storia naturale dell'anguilla, in Memorie del R. Comitato talassografico italiano, XXXVII (1914), pp. 1–50;
- Flagellati viventi nelle Termiti, I, in Mem. della R. Acc. dei Lincei., s. 5, XII (1917), pp. 331–394;
- Riassunto di una memoria riguardante la storia naturale dell'Anguilla, in Rend. della R. Acc. dei Lincei, XXVIII (1919), 1, pp. 313–319;
- Osservazioni sulla vita degli Anofeli, 1, ibid., XXIX (1920), 2, pp. 307–313; 2, ibid., pp. 339–344;
- Twenty-five years after. A chronicle of the discoveries relating to the mode of the transmission of human malaria, in Parasitology, XVI (1923), pp. 355–364;
- Nuovi contributi alla biologia degli Anofeli, in Rend. della R. Acc. dei Lincei, s. 5, XXXII (1923), 1, pp. 373–375, 438-442;
- Sperimenti sulle presunte diverse razze o specie di fillossera della vite, ibid., XXXIII (1924), 1, pp. 47–52 (em colaboração com M. Topi).